# لیندا باتیستا
لیندا باتیستا (به انگلیسی: Linda Batista) (زاده ۱۴ ژوئن ۱۹۱۹ – درگذشته ۱۷ آوریل ۱۹۸۸) یک موسیقی‌دان محبوب برزیلی بود.
لیندا در سائوپائولو به دنیا آمد و از ۱۲ سالگی زیر نظر پاتریسیو تکسیرا ویوآو (گیتار) آموخت. او پس از جانشینی خواهرش دیرسینا باتیستا در نمایش گاستائو لامونیر در سال ۱۹۳۲ در رادیو کاجوتی استخدام شد. در سال ۱۹۳۷ او به عنوان «ملکه رادیو برزیل» انتخاب شد و این عنوان را تا سال ۱۹۴۸ حفظ کرد. او در اواخر دهه ۱۹۳۰ ازدواج کرد و به سرعت طلاق گرفت.

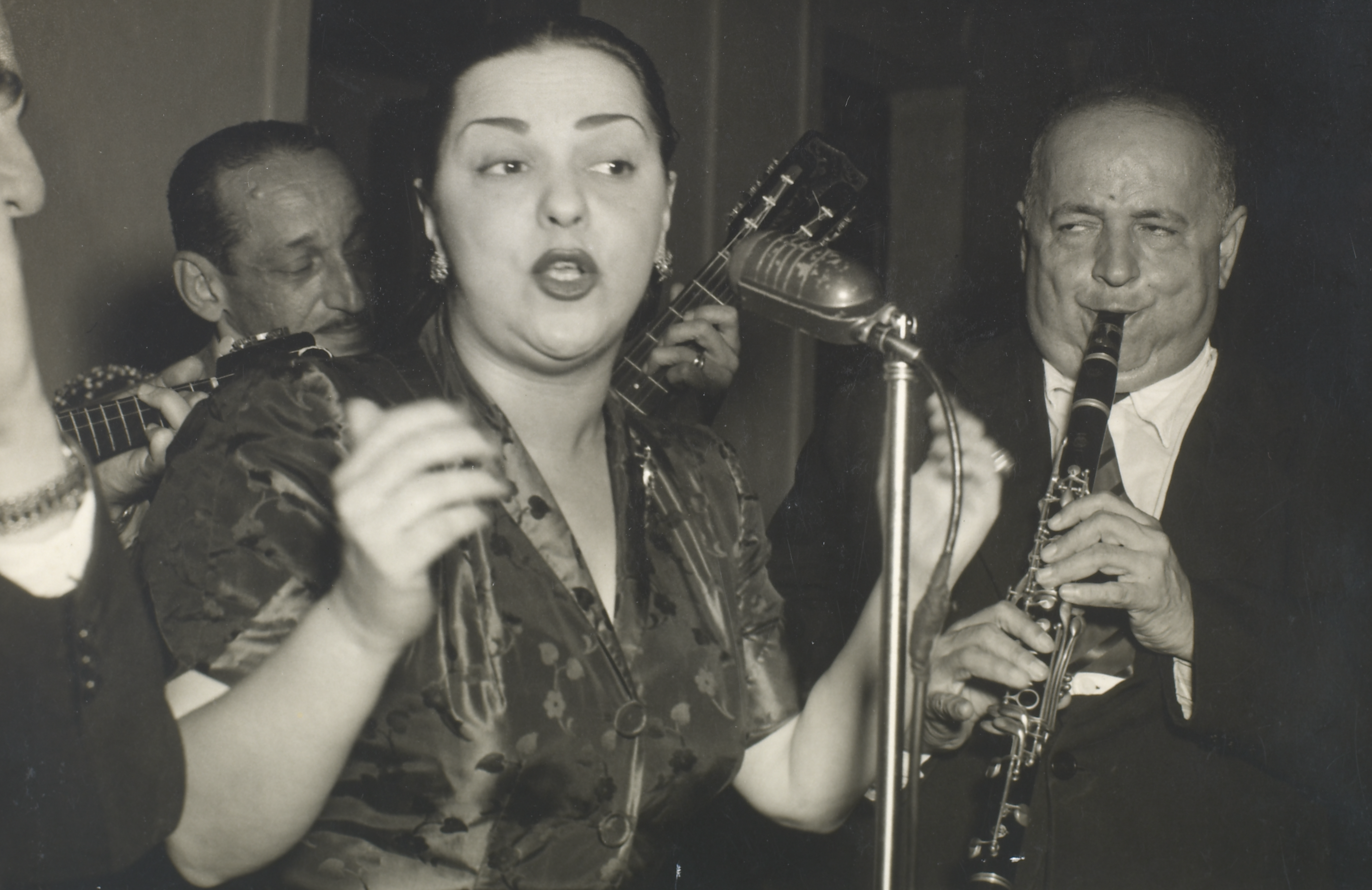
لیندا باتیستا در سال ۱۹۵۲

## فیلم‌شناسی
- آلو، آلو، کارناوال (۱۹۳۶)
- ماردینیو د لوکسو (۱۹۳۸)
- موز داترا (۱۹۳۹)
- آسمان آبی (۱۹۴۰)
- غم‌ها بدهی‌ها را نمی‌پردازند (۱۹۴۳)
- سامبا ام برلیم (۱۹۴۳)
- آناناس آبی (۱۹۴۴)
- برلین به آهنگ سامبا (۱۹۴۴)
- نائو آدیانتا کرار (۱۹۴۵)
- از بهشت افتاده (۱۹۴۶)
- به من نگو خداحافظ (۱۹۴۷)
- فولیاس کاریوکاس (۱۹۴۸)
- این خوبه (۱۹۴۸)
- فوگو نا کانجیکا (۱۹۴۸)
- فراتر از خوب (۱۹۴۹)
- من می‌خواهم جنبش است (۱۹۴۹)
- ام بیجو روبادو (۱۹۵۰)
- همان‌جا بمان، ایزیدورو (۱۹۵۱)
- تودو آزول (۱۹۵۲)
- همه چیز است (۱۹۵۲)
- آتش در لباس (۱۹۵۲)
- کارناوال در کاکسیاس (۱۹۵۴)
- نفت مال ماست (۱۹۵۴)
- کارناوال در مریخ (۱۹۵۵)
- دستانت را بیرون کن (۱۹۵۶)
- سپس به تو می‌گویم (۱۹۵۶)
- متعصب (۱۹۵۷)
- این از چوآ (۱۹۵۸) است
- زنان در معرض دید (۱۹۵۹)
- ویرو باگونچا (۱۹۶۰)